# Montier-en-l'Isle
Montier-en-l’Isle es una comuna francesa situada en el departamento de Aube, en la región de Gran Este.

## Demografía
| 181 | 204 | 180 | 165 | 206 | 235 | 222 |
| Para los censos de 1962 a 1999 la población legal corresponde a la población sin duplicidades (Fuente: INSEE [Consultar]) |     |     |     |     |     |     |